# Datentaste
Die Datentaste (umgangssprachlich auch Modemtaste) in einem Telefon dient zur Anschaltung eines Modems an die Telefonleitung. Damit ausgestattete Telefone gibt es seit mindestens 1966; sie konnten seinerzeit nur von der damaligen Deutschen Bundespost gemietet werden. Heute hat die Datentaste keine Bedeutung mehr, die Deutsche Telekom stellte im April 1996 den Service für einen der letzten Typen dieser Telefone ein, den FeTAp 756 D.

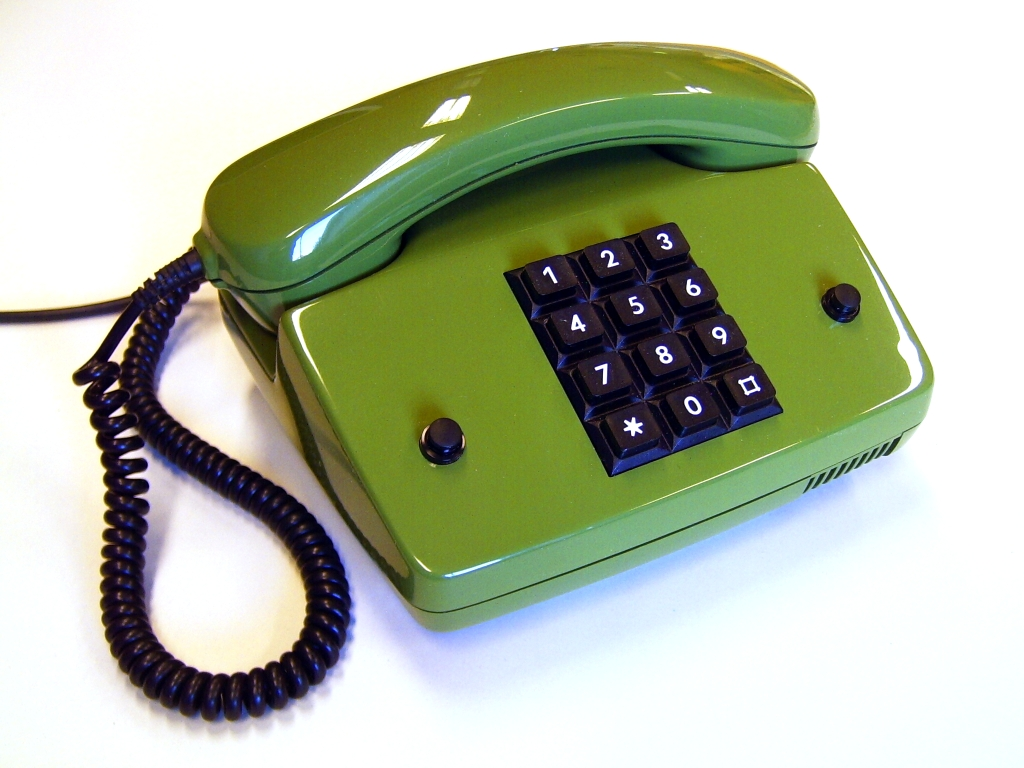
FeTAp 756 D mit Datentaste (links) und Erdtaste

## Geschichte

### Technik
Bis ungefähr 1988 waren postzugelassene Modems nicht wahlfähig und hatten keine eingebaute Datentaste. Eine Datenfernverbindung konnte damals auf drei Arten gestartet werden:
- Die häufigste Art der Anschaltung wurde über Telefone mit Datentaste durchgeführt. Zur Datenübertragung wird zuerst manuell über das Telefon eine Verbindung zum Kommunikationspartner aufgebaut. Steht das Modem der Gegenseite auf Automatikbetrieb, schaltet es sich sofort an die Leitung und sendet einen Kennton von 2100 Hz aus. Während dieses Tones muss vom Anrufenden am eigenen Telefon die Datentaste gedrückt werden, das Modem übernimmt daraufhin die Verbindung. Ist kein Automatikbetrieb aktiviert, nimmt die Gegenstelle die Telefonverbindung an und wird ebenfalls die manuelle Anschaltung über die Datentaste starten.
- Ein automatischer Verbindungsaufbau über eine externe Automatische Wähleinrichtung für Datenverbindungen (AWD) entsprechend der ITU-T-Empfehlung V.25 mit Schnittstellenleitungen der V.24. Einige wenige Modemtypen besaßen eine interne Zusatzplatine mit dieser Funktion. Eine AWD bildet funktionell ein Telefon mit Datentaste nach.
- Das Modem startet die Datenübertragung automatisch bei einem Anruf. Diese Funktion ist manuell abschaltbar; auch sie wird in der V.25 beschrieben.

#### ADo 8
Ursprünglich waren alle hier genannten Telefone mit der Anschlussdosentechnik ausgestattet. Beim Aufbau einer Verbindung wird durch das Abnehmen des Handapparates das Potential der a-Ader auf den Anschlusspunkt G (externer Gebührenanzeiger) gelegt. Durch das Drücken der Datentaste wird die b-Ader mit dem Anschluss W (externer Wecker) verbunden. Die  Schaltung zur Datentastenerkennung innerhalb eines Modems (oft ein Relais, seltener ein Optokoppler) lag zwischen den Anschlüssen G und W.

#### TAE
Durch die Einführung der neuen TAE-Anschlusstechnik um 1990 mussten die bestehenden Telefone mit Datentaste umgerüstet werden, eine Neuentwicklung gab es anschließend nicht (der FeTAp 616 D war nicht umrüstbar und wurde ausgemustert). Durch das Betätigen der Datentaste wird das Potential der b-Ader auf den Anschlusspunkt G geschaltet. Gleichzeitig wird der Sprechkreis innerhalb des Telefons kurzgeschlossen, um störende Geräusche zu unterdrücken. Der Anschlusspunkt G wird heute als W bezeichnet und ist der Kontaktpunkt 3 einer TAE-Dose.

### Kosten
Telefone mit Datentaste konnten bis 1990 nur von der Deutschen Bundespost gemietet werden. Auszüge aus der ersten Preisliste von 1990 nach der Liberalisierung des Endgerätemarktes:
- Das Standardtelefon mit Wählscheibe kostete 2,39 DM pro Monat (Vergleichspreis).
- Ein Telefon mit Datentaste wurde mit 8,21 DM berechnet; es war zwingend für den Betrieb eines Modems notwendig.
- AED: Der monatliche Mietpreis betrug 49,59 DM.
- Eine AWD kostete 1990 einen monatlichen Mietzins von 40,01 DM; zusätzlich kamen wahlweise 14,99 DM für die Instandhaltung hinzu. Diese Anschaltemöglichkeit war wenig verbreitet.

## Namensgebung
Die Bezeichnung der Telefone mit Datentaste folgt der Nomenklatur der damaligen Deutschen Bundespost: Die ersten zwei Ziffern für den Apparatetyp, die dritte Ziffer ist die 6 (Ausstattungsvarianten). Statt eines Schauzeichens wurde allerdings die Datentaste links eingebaut und als Zusatz hinter der Telefonbezeichnung ein D angefügt.
Es gibt folgende Typen: FeTAp 616 D, FeTAp 716 D, FeTAp 736 D, FeTAp 756 D und FeTAp 796 D. Der FeTAp 616 D hat die Standardfarbe kieselgrau.
Die Abfrageeinrichtung für Datenendeinrichtungen (AED 77 bzw. AED 83) waren Sondergeräte, mit denen bis zu 20 Einzeltelefone mit Datentaste ersetzt werden konnten. Eine AED wurde auf Wunsch des Teilnehmers bei mehr als 5 Anschlussleitungen eingesetzt.